# Еберхард II граф фон Кирхберг
Еберхард II фон Кирхберг (на немски: Eberhard II Graf von Kirchberg; † ок. 27 август 1183 или 27 август сл. 1240) е граф на Кирхберг при Улм в Баден-Вюртемберг. Роднина е с рода на бургграфовете на замък Кирхберг, източно от Йена в Тюрингия.

## Произход
Произлиза от швабската благородническа фамилия фон Кирхберг близо до Улм. Той е син на Ото II Илергау, граф фон Кирхберг и в Илергау († 1189). Внук е на граф Еберхард I фон Кирхберг († сл. 1166) и правнук на граф Хартман I фон Кирхберг († сл. 1122). Брат е на граф Ото III фон Кирхберг-Бранденбург († сл. 1194/1239), фогт фон Виблинген, и на неженения Конрад фон Кирхберг († 27 август сл. 1183).

## Фамилия
Еберхард II фон Кирхберг се жени за (вер. Берта) фон Албек, дъщеря на Витегов фон Албек († сл. 1190) и съпругата му Берхун фон Кирхберг († 1220), която е омъжена втори път за граф Волфрад I фон Феринген († сл. 1216).
Еберхард II фон Кирхберг има децата:
- Ото IV фон Кирхберг и Бранденбург († сл. 1220), граф на Кирхберг и Бранденбург, женен за фон Берг, дъщеря на граф Улрих I фон Берг († 1209) и Аделхайд фон Ронсберг († 1205)
- Конрад I фон Кирхберг († пр. 1268), женен за Берхта фон Еберщал, дъщеря на Бруно фон Еберщал
- ? Хартман фон Кирхберг († сл. 1282)
- ? Луитгард фон Кирхберг († 24 май 1326), омъжена за Валтер фон Фац († 4 ноември 1284)
- ? Еберхард III фон Кирхберг († 1282/1283), граф на Кирхберг, женен за Ута фон Нойфен, дъщеря на Бертхолд I фон Вайсенхорн-Нойфен граф фон Ахалм-Хетинген († сл. 1221) и Аделхайд фон Гамертинген? († 1208)/ или на син му Алберт I фон Нойфен, господар на Нойберг († 1239/сл. 1245) и съпругата му Лютгард фон Еберщал († сл. 1250)
- ? Бруно фон Кирхберг († 1288), епископ на Бриксен (1250 – 1288)
- ? Конрад II фон Кирхберг († 1276/1282/2 февруари 1286), женен за Елизабет фон Айхен († сл. 1278)
- ? Мехтилд фон Кирхберг († сл. 1310)